# Wachapreague
Wachapreague è un comune degli Stati Uniti d'America, situato nello Stato della Virginia, nella Contea di Accomack.